# Bologna (stacja metra)
Bologna – ósma stacja na linii B metra rzymskiego. Stacja została otwarta w 1990 roku. Pierwsza stacja części B1 linii B. 
Stacja jest usytuowana na skrzyżowaniu pod Piazza Bologna. 